# Abdoulaye Samaké
Abdoulaye Samaké (Bamako, 1987. április 29. –) mali válogatott labdarúgó, jelenleg a CO Bamako játékosa.